# 周希贤 (学者)
周希贤（1947年6月—），男，浙江宁波人，中国思想政治教育专家，教授，硕士研究生导师，享国务院政府特殊津贴专家。曾任重庆工商大学党委书记。

## 生平
周希贤毕业于重庆医科大学。历任重庆医科大学校团委副书记，学生处副处长，学生工作部部长暨学生处处长。1994年3月至1999年3月，任重庆医科大学党委副书记。
1999年3月至2002年3月，任渝州大学党委书记。
2003年3月至2009年8月，任重庆工商大学党委书记。